# The Peel Session (album de Syd Barrett)
Pour les articles homonymes, voir Peel Sessions.
Albums de Syd Barrett
Syd Barrett
(1974) Opel
(1988)
The Peel Session est un album de Syd Barrett sorti en 1987. Il contient les cinq chansons qu'il a interprétées pour le John Peel Show le 24 février 1970.

## Liste des titres
| No | Titre                 | Durée |
| -- | --------------------- | ----- |
| 1. | Terrapin              | 3:02  |
| 2. | Gigolo Aunt           | 3:35  |
| 3. | Baby Lemonade         | 2:37  |
| 4. | Effervescing Elephant | 0:57  |
| 5. | Two of a Kind         | 2:28  |

Toutes les chansons sont de Syd Barrett, sauf Two of a Kind, dont la paternité est incertaine : elle est créditée à Rick Wright sur cet album, mais dans d'autres parutions, comme la compilation The Best of Syd Barrett: Wouldn't You Miss Me?, elle l'est à Barrett.

## Personnel
- Syd Barrett : guitare acoustique, chant
- David Gilmour : basse, guitare électrique, orgue, chœurs
- Jerry Shirley : percussion